# Upprättelsen
Upprättelsen är en svensk dokumentärfilm från 1979. Filmen följer ett narkomanvårdskollektiv i Hassela i Hälsingland under drygt ett år.

### Fotnoter
1. ↑  ”Upprättelsen”. Svensk Filmdatabas. http://sfi.se/sv/svensk-filmdatabas/Item/?itemid=5040&type=MOVIE&iv=Basic&ref=/templates/SwedishFilmSearchResult.aspx?id%3d1225%26epslanguage%3dsv%26searchword%3dUppr%C3%A4ttelsen%26type%3dMovieTitle%26match%3dBegin%26page%3d1%26prom%3dFalse. Läst 8 maj 2013.